# Little Men (film, 1940)
Pour film de 1934, voir Little Men (film, 1934).
Pour les articles homonymes, voir Little Men.
Pour plus de détails, voir Fiche technique et Distribution.
Little Men est un film américain en noir et blanc réalisé par Norman Z. McLeod, sorti en 1940. Il s'agit de la seconde adaptation du roman Le Rêve de Jo March (Little Men) de Louisa May Alcott (1871) ; la précédente version avait été tournée en 1934.

## Synopsis
Jo March (le personnage principal du roman de Les Quatre Filles du docteur March) et son mari dirigent une école pour garçons défavorisés. Jo défend un garçon des rues, Dan, lorsqu'il est accusé d'un crime. Son père adoptif, Burdle, est un escroc qui fait équipe avec le criminel Willie. Lorsque l'école est compromise par Dan, Burdle et Willie inventent une ruse...

## Fiche technique
- Titre : Little Men
- Titre français : Le Petit Monde
- Réalisation : Norman Z. McLeod
- Scénario : Mark Kelly, Arthur Caesar, Jack Wagner, d'après le roman Little Men de Louisa May Alcott (1871)
- Photographie : Nicholas Musuraca
- Montage : George Hively
- Musique : Roy Webb
- Producteurs : C. Graham Baker, Donald J. Ehlers, Gene Towne
- Société de distribution : RKO Radio Pictures
- Pays d'origine : États-Unis
- Langue : anglais
- Format : noir et blanc – 35 mm – 1,37:1 – son mono (RCA Sound System)
- Genre : comédie dramatique
- Durée : 84 min
- Dates de sortie :
  -  États-Unis : 7 décembre 1940
  -  France : 17 janvier 1947

## Distribution
- Kay Francis : Jo March
- Jack Oakie : Willie le Renard
- George Bancroft : le major Burdle
- Jimmy Lydon : Dan
- Ann Gillis : Nan
- Carl Esmond : Professeur Bhaer
- Richard Nichols : Teddy
- Francesca Santoro : Bess
- Lillian Randolph : Asia
- Johnny Burke : Silas
- Sammy McKim : Tommy
- Edward Rice  : Demi
- Anne Howard : Daisy
- Jimmy Zahner : Jack
- Bobby Cooper : Adolphus
- Schuyler Standish : Nat
- Paul Matthews : Stuffy
- Tony Neil : Ned
- Fred Estes : Emmett
- Douglas Rucker : Billy
- Donald Rackerby : Frank
- William Demarest : le constable Tom Thorpe
- Sterling Holloway : le reporter
- Isabel Jewell : Stella
- Elsie the Cow : Buttercup